# Octospora humosa

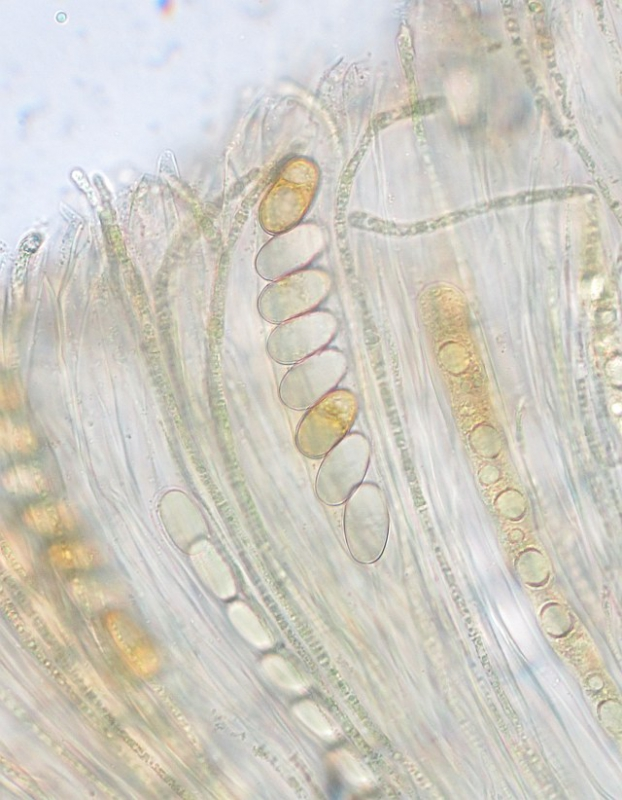
Worki z zarodnikami

Octospora humosa (Fr.) Dennis – gatunek grzybów należący do rodziny Pyronemataceae.

## Systematyka i nazewnictwo
Pozycja w klasyfikacji według Index Fungorum: Octospora, Pyronemataceae, Pezizales, Pezizomycetidae, Pezizomycetes, Pezizomycotina, Ascomycota, Fungi.
Po raz pierwszy takson ten opisał w 1818 r. Elias Fries, nadając mu nazwę Peziza humosa. Obecną, uznaną przez Index Fungorum nazwę nadał mu w roku 1960 Richard William George Dennis. Synonimów ma 27, niektóre z nich::
- Barlaea humosa (Fr.) Velen. 1934
- Humaria humosa (Fr.) Sacc. 1889
- Humaria ignea Velen. 1947
- Octospora leucolomoides (Rehm) K.B. Khare & V.P. Tewari 1978
- Pseudocenangium purpureum (Hedw.) A. Knapp 1924[2].

## Morfologia
Owocniki
Typu apotecjum o średnicy 2–10 (-15) mm i wysokości 2–8 (–10) mm, miseczkowate, na krótkich trzonkach. Brzeg i powierzchnia zewnętrzna lekko do wyraźnie białawo-owłosiona, miseczka jasnopomarańczowa, brzeg bez ząbków. Ekscypulum zbudowane z cienkościennych, splecionych strzępek o średnicy 9 µm. Pomiędzy workami nierozgałęzione parafizy o średnicy 3-4 µm, zawierające pomarańczowe pigmenty karotenoidowe, z zakrzywionymi, nieco nabrzmiałymi wierzchołkami. Worki 260–290 × 14–17 µm, cylindryczne, z długim, zwężającym się trzonkiem, cienkościenne, z wierzchołkiem o kształcie od zaokrąglonego do ściętego i nieamyloidalnym, 8-zarodnikowe. Askospory w jednym rzędzie, 20–23 × 11–14 µm, elipsoidalne, bezprzegrodowe, cienkościenne, szkliste, z 1–2 dużymi gutulami, gładkie choć czasami z niepozornym, raczej nieregularnym zdobieniem, prawdopodobnie utworzonym z warstwy galaretowatej.
Anamorfa nie jest znana.
Gatunki podobne
Jest to jeden z dużych gatunków z rodzaju Octospora. Różni się od Neottiella rutilans brakiem trzonu i gładkimi, a nie siatkowatymi zarodnikami. Podobne gatunki, ale z okrągłymi zarodnikami i żyjące w połączeniu z mchami, można znaleźć w rodzaju Lamprospora.

## Występowanie i siedlisko
Występuje w Ameryce Północnej, Europie i Azji, najwięcej stanowisk podano w Europie. W Polsce M.A. Chmiel w 2006 r. przytoczyła 7 stanowisk, w późniejszych latach podano wiele nowych. Aktualne stanowiska podaje także internetowy atlas grzybów. Znajduje się w nim na liście gatunków zagrożonych i wartych objęcia ochroną.
Grzyb naziemny. Występuje na glebach piaszczystych porośniętych mchami, zwłaszcza płonnikiem Polytrichum. Grzyb mszakolubny. Owocniki tworzy od wiosny do jesieni.